# バレーボールペルー男子代表
バレーボールペルー男子代表は、バレーボールの国際大会で編成されるペルーの男子バレーボールナショナルチームである。

## 歴史
第1回大会の1951年南米選手権に初出場し銅メダルを獲得。1955年に国際バレーボール連盟へ加盟し、初の南米開催となった1960年世界選手権に南米代表国として初出場を果たした。翌1961年には男女南米選手権の開催国を務めた。1990年代に南米の中堅国として活躍したが、2000年代以降は成績が低迷している。

## 過去の成績

### オリンピックの成績
- 2004年 - 南米予選敗退

### 世界選手権の成績
- 1960年 - 14位
- 2006年 - 南米予選敗退

### 南米選手権の成績
| - 1951年 - 3位 - 1956年 - 4位 - 1961年 - 4位 - 1962年 - 7位 - 1971年 - 6位 - 1975年 - 8位 | - 1977年 - 4位 - 1979年 - 6位 - 1985年 - 6位 - 1987年 - 7位 - 1989年 - 4位 - 1991年 - 4位 | - 1995年 - 5位 - 1997年 - 4位 - 1999年 - 8位 - 2007年 - 8位 - 2009年 - 6位 |